# Wolf Przygode

Wolf Przygode (* 1895; † 1926) war ein deutscher Schriftsteller und Jurist.
Er war unter anderem Herausgeber der expressionistischen Zeitschrift Die Dichtung, welche zwischen 1918 und 1923 in kleiner Auflage in zwei Folgen mit jeweils vier bzw. zwei Heften und einem Programmheft erschien. Beiträge stammten unter anderem von Hermann Kasack, Oskar Loerke und Simon Kronberg, mit denen Przygode auch befreundet war.